# Larry Johnson (basket-ball)
Pour les articles homonymes, voir Johnson et Larry Johnson.
Larry Demetric Johnson dit Larry Johnson, né le 14 mars 1969 à Tyler au Texas, est un ancien joueur de basket-ball qui ne connut que deux équipes durant sa carrière, les Hornets de Charlotte puis les Knicks de New York. Cet ailier explosif à ses débuts, mesure officiellement 2,01 m et pesait environ 115 kg. Ce joueur était affublé de deux surnoms « LJ », mais surtout « Granmama », en référence à un spot publicitaire où il était affublé d'un costume de vieille dame.

## Biographie
Larry Johnson fait ses études et joue au sein de l'université du Nevada à Las Vegas, les Rebels d'UNLV. Cette université, plus réputée pour son niveau sportif que ses formations purement universitaires, possède une grande équipe de basket, où, selon la légende, il suffit de savoir écrire son nom pour y entrer.
Johnson y côtoie d'autres futurs joueurs NBA tel que Stacey Augmon ou Greg Anthony. L'entraîneur d'UNLV, Jerry Tarkanian, prône le jeu rapide, où les possessions de jeu sont brèves et les tirs en première intention sont légion. Le style de l'entraîneur permet à UNLV de remporter le titre universitaire (NCAA) en 1990. Il obtient le trophée Wooden ainsi que le trophée Naismith en 1991.
Larry Johnson, s'illustre au sein de cette équipe et est sélectionné comme premier choix de la draft 1991, par la jeune équipe des Hornets de Charlotte. Très vite, il prend l'ascendant dans son équipe car l'effectif est faible à l'intérieur.
Mais Johnson s'impose aussi dans la grande ligue ; et ses 19,2 points, 11 rebonds et 3,6 passes décisives par match, lui permettent de conquérir le titre de rookie de l'année.
Sa seconde saison est tout aussi bonne, et il récolte une sélection au All-Star Game dans le cinq majeur, et sort des matchs d'anthologie avec pénétrations suicides, dunks, rebonds offensifs à la barbe des pivots lui rendant 20 cm et en plus réussit deux triple-doubles consécutifs en mars 1993.
« LJ » est à ce moment considéré avec Shaquille O'Neal comme le futur de la NBA. Il est une combinaison rare de puissance, de rapidité, de créativité, de dureté, de verticalité et d'adresse, ajoutés à une volonté, un sang-froid et un instinct de showman rare. En octobre 1993, il signe ce qui est alors l'accord le plus important jamais signé en NBA : un contrat de 12 ans et 84 millions de dollars avec les Hornets.
Il est un pilier de la côte Est, et un des joueurs préférés des fans et des spécialistes. Il termine second du slam dunk contest 1992. LJ est pour beaucoup de spécialistes le Charles Barkley du XXIe siècle.
Néanmoins, durant l'été 1993, lors d'un match improvisé, LJ se blesse au dos alors qu'il tentait un dunk spectaculaire et le colosse des quartiers sud de Dallas, ancien boxeur amateur, se retrouve sur le flanc. Il doit modifier son jeu basé sur son explosivité et y parvient honorablement, puisqu'en 1995 il est sélectionné au All-Star Game, saison durant laquelle il joue la quasi-totalité des matches. Cette blessure laisse beaucoup de regrets, le Texan aurait pu être un joueur de légende, en témoigne ses records en carrière : il marque 44 points, grappille 23 rebonds ou délivre 14 passes.
Ce joueur, associé au pivot Alonzo Mourning, drafté par les Hornets durant la saison 92-93, ainsi qu'à Muggsy Bogues entre autres, fait de la franchise de Caroline une des plus populaires du début des années 1990 et une équipe habituée des playoffs.
Malheureusement, des tensions entre les deux stars, Mourning et Johnson, poussent la direction à transférer Mourning dans une autre équipe, le Heat de Miami. Johnson, malgré une saison 1995-96 de bonne facture et une sélection all-star, est envoyé aux Knicks de New York contre Anthony Mason, un excellent joueur, très populaire à New York.
Johnson, dans l'équipe du mythique Patrick Ewing, n'est plus capable de planter 20 points et 10 rebonds par match comme auparavant, mais il est devenu un défenseur de bonne facture, un leader vocal, et enfin un tireur de trois points intéressant.
Personne n'a oublié son rôle lors de la finale de conférence Est 1999, contre les Pacers de l'Indiana. Lors du quatrième match, il marque à 11,9 secondes de la fin, le panier que les commentateurs de NBC nommèrent « the phantom four-point play », un panier à quatre points contesté.
Les Knicks sont menés 88-91 à quelques secondes de la fin, Larry Johnson dribble, Antonio Davis l'intérieur des Pacers est sur son dos. « LJ » fait une feinte de tir, Davis mord dans la feinte, saute et retombe sur Johnson, l'arbitre siffle la faute, mais Johnson au même moment lache la balle, et la balle atterrit dans les filets... panier à trois points, le score est de 91-91, mais Johnson doit rentrer le lancer-franc pour que son équipe l'emporte, chose faite peu après. Les Knicks durant cette finale de conférence âpre, remportent une victoire importante. Quelques victoires plus tard, Johnson et les Knicks jouent les finales NBA, mais ne peuvent que s'incliner 4 manches à 1, contre les Spurs de San Antonio des deux géants Tim Duncan et David Robinson.
À l'orée de la saison 2001-2002, Johnson annonce sa retraite sportive prématurée, usé et lassé par de trop nombreux problèmes et blessures au dos.
Sa meilleure saison est 1992-93 : 22,1 points à 52,6 % de réussite, 10,5 rebonds et 4,3 passes décisives.
En 1994, il participe au championnat du monde de basket-ball à Toronto avec la « Dream Team 2 », l'équipe sera championne du monde et Shaquille O'Neal sacré meilleur joueur du tournoi.

## Clubs successifs
- 1991-1996 : Hornets de Charlotte.
- 1996-2001 : Knicks de New York.

## Palmarès
Universitaire
- Champion NCAA en 1990 avec les Rebels d'UNLV.
- Naismith College Player of the Year en 1991.
- USBWA men's player of the year award en 1991.
- John R. Wooden Award en 1991.

Sélections nationale
- Médaille d’or au championnat du monde 1994.

En franchise
- Finales NBA contre les Spurs de San Antonio en 1999 avec les Knicks de New York.
- Champion de Conférence Est en 1999 avec les Knicks de New York.

Distinctions personnelles
- NBA Rookie of the Year en 1992.
- NBA All-Rookie First Team en 1992.
- 2 sélections au NBA All-Star Game en 1993 et 1995.
- All-NBA Second Team en 1993.
- Rookie du mois de la NBA lors des mois de décembre 1991, février et mars 1992.
- Joueur ayant passé le plus de temps sur le terrain en 1993 (3323 minutes).
- Joueur ayant passé le plus de temps en moyenne par match sur le terrain en 1993 (40,5 minutes).